# Naturschutzgebiet Versetal südlich der Talsperre
Das Naturschutzgebiet Versetal südlich der Talsperre ist ein 3,9 ha großes Naturschutzgebiet (NSG) südlich der Versetalsperre im Stadtgebiet von Lüdenscheid im Märkischen Kreis in Nordrhein-Westfalen. Das Gebiet wurde 1994 als NSG ausgewiesen. Es liegt direkt südlich der Versetalsperre. Das NSG wird durch die Landstraße 694 in zwei Teilflächen geteilt bzw. die Landstraße liegt am NSG-Rand. Südlich grenzt in Meinerzhagen direkt das Naturschutzgebiet Versetal an.

## Gebietsbeschreibung
Bei dem Naturschutzgebiet handelt es sich um einen Abschnitt der Verse und deren Flussaue. Trockenere Bereiche des NSG werden als extensives Grünland. Das Grünland wird als Mähwiese mit anschließender Beweidung genutzt. Stark vernässte Auebereiche liegen brach und werden von Hochstaudenfluren eingenommen. Am Ufer der Verse stehen Gehölze, meist Erlen und Weiden. Kurz vor der Mündung der Verse in die Talsperre stockt ein mittelaltes Auwald mit mehreren größeren flachen stark verlandeten Wasserflächen. Die vorherrschende Baumart im Auwald ist Ahorn, Eschen und Erlen sind beigemengt. Die Krautschicht wird gebildet von einer dichten Hochstaudenflur.